# Muralla d'època moderna de Mataró
La Muralla d'època moderna de Mataró és una obra de Mataró (Maresme) declarada Bé Cultural d'Interès Nacional.

## Descripció
Aquesta muralla es localitza en el centre històric de la ciutat. Presenta una forma poligonal, resseguint els carrers Baixada de Santa Anna, Muralla de Sant Llorenç, Muralla del Tigre, Muralla de la Presó, Muralla dels Genovesos, de la Coma, de la Palma, Baixada de les Espenyes, Can Xammar i Muralla d'en Titus.
La muralla, seguint el projecte de l'enginyer reial Jorge de Setara, es va començar a construir l'any 1569 pel tram de ponent i finalitzà l'any 1602 en el tram de migdia. En perdre el paper defensiu al segle xviii diversos trams, com ara els passos de ronda van ser incorporades en edificis privats. A partir dels segles xix-xx s'enderrocaren alguns trams de la muralla per a permetre el creixement urbà i la mobilitat del tràfic rodat.

## Història
A la fi del segle xv la vila de Mataró viu una època de creixement i canvis que transformaran la seva fisonomia. Gràcies al comerç vitivinícola, esdevé un dels principals eixos comercials dels voltants de Barcelona. Tot aquests canvis i transformacions es plasmaran l’any 1569 quan comencen les obres de les muralles de la vila, que hauran de protegir la localitat d’atacs de pirates i corsaris i de malalties com la pesta. Les muralles encerclaven tot el casc antic de la ciutat i tenien set portals per entrar i sortir de la ciutat.
Entre 1990 i 2008 s'han dut a terme intervencions arqueològiques en alguns punts de la muralla.
- 1990: Carrer Baixada de les Espenyes 7-11 (antics 24-26). Es localitzà un tram de la muralla, la trinxera i el farciment (amb material de finals del segle xvi) i reformes posteriors fetes amb totxo. El pany localitzat al número 7 semblava mostrar en la part més propera al carrer un angle desmuntat que podria indicar un gir de la muralla. Actualment es troba tapada.[1]
- 1996: Carrer Barcelona 38. Es localitzaren estrats de reompliment dels segles xvi-xvii que serviren per salvar el desnivell del terreny i omplir el buit deixat pels rebaixos fets en una fase anterior. Actualment es troba cobert.[1]
- 1996: La Riera, a tocar la plaça Santa Anna. Es localitzaren part dels fonaments de la muralla i del Portal de Barcelona. Les restes es trobaren una fondària de mig metre; ambdues fonamentacions estaven fetes amb grans blocs de granit tallats irregularment units amb morter de calç, presentant un estat de conservació dolent. Actualment es troben cobertes per l'enllosat del carrer.[1]
- 1997: Plaça de Pere Màrtir Viada. Es localitzà una canalització d'aigua de finals del segle xvi que s'adossava a la muralla, dos distribuïdors que van funcionar fins a la primera meitat del segle xvii i dos forns tipus fogó que devien haver funcionat a mitjans del segle xviii. Les restes es troben actualment cobertes i protegides in situ en el subsòl.[1]
- 1998-2000: Can Xammar. Es va dur a terme una intervenció al tram de muralla de 50 m de llarg de Can Xammar. S'inicià amb el rebaix per la cara externa fins a arribar a les fonamentacions i continuà per la cara interna d'aquesta, en el solar deixat per l'enderroc de l'edifici municipal. Es buidà el reompliment intern de la muralla, situat entre aquesta i el desnivell de la penya, la qual cosa va permetre observar la tècnica constructiva i els estrats de reompliment d'aquest espai, que donà una cronologia del s XVI i XVII. També es va localitzar el pas de ronda, construït en pedra i tapia a la part superior. D'altra banda, també es va poder documentar una reforma a la part de dalt de la muralla, datada de finals del s XVII. Actualment es troba restaurada i visible al públic.[1]
- 2000: Carrer de la Palma 15 - Plaça de les Figueretes, 4. S'excavaren farciments de fosses irregulars datats del s XV i també el farciment de la trinxera de la muralla, amb materials del s XVIII, que venia a indicar una reforma d'aquesta degut a l'ensorrament d'un tram causat pel desviament d'un rec dels camps del voltant. Actualment es localitza a l'interior del nou edifici construït.[1]

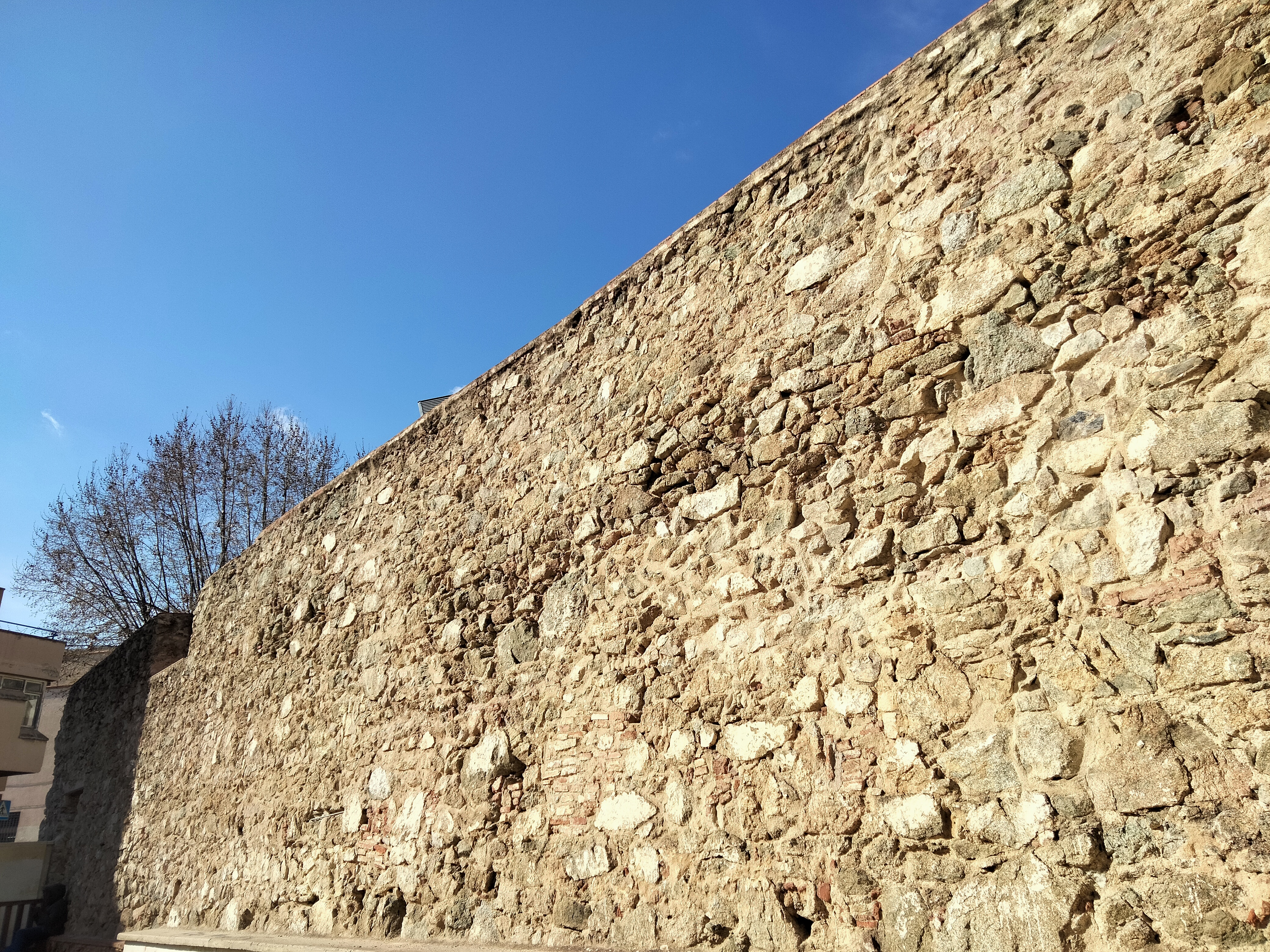
Tram de la muralla dels Genovesos, cara interior, plaça de Pere Màrtir Viada

- 2000: Plaça situada entre la Muralla dels Genovesos i el Carrer Sant Pere més Alt, amb motiu del soterrament d'un transformador es van documentar les restes d'unes mines d'aigua, una d'elles d'idèntica factura a la trobada en la intervenció de 1997, i un estrat datable del s XVII - XVIII.[1]
- 2003: Carrer Baixada de les Escaletes 3-5. Es va excavar el darrer tram de la muralla de migdia, de 12 m de llarg, que en aquest sector retrocedia uns metres respecte la resta de la traça. El parament estava format per pedres de mida mitjana i gran lligades amb morter de calç de color blanc. Adossats a la muralla es van construir dos murs situats en paral·lel respecte aquesta, amb unes mesures de 8 m de llarg i una separació entre ells de 3 m. Tot i haver estat construïts en un moment posterior al de la muralla, formaven part del mateix sistema defensiu. Actualment es troben coberts.[1]
- 2004: La Riera - Muralla dels Genovesos. Es va localitzar un pany de muralla d'1,50 m de llarg x 90 cm d'ample. El tram documentat estava construït amb pedres de mida mitjana lligades amb morter de calç. El seu estat de conservació era dolent. Actualment es troben cobertes per l'enllosat del carrer.[1]
- 2004: Baixada de les Escaletes / Can Xammar. S'efectuaren 2 sondejos a la muralla on es van documentar un mur atalussat d'1 m d'ample (format per dos paraments consecutius) adossat a la muralla del s XVI. La cronologia és de finals del s XVI. Per sota es localitzà un gran abocament de pedres d'època romana. Les restes es troben actualment cobertes i protegides in situ en el subsòl.[1]
- 2005: Carrer St. Simó, 17. Casal de Can Sisternes. En el sondeig efectuat a tocar de la muralla es van posar al descobert 3 pedres grans que baixaven més que els nivells de fonamentació d'aquesta. Damunt les pedres s'hi localitzaren dos nivells: un primer amb material modern i el segon, amb ceràmica romana. Actualment es troba tapat.[1]

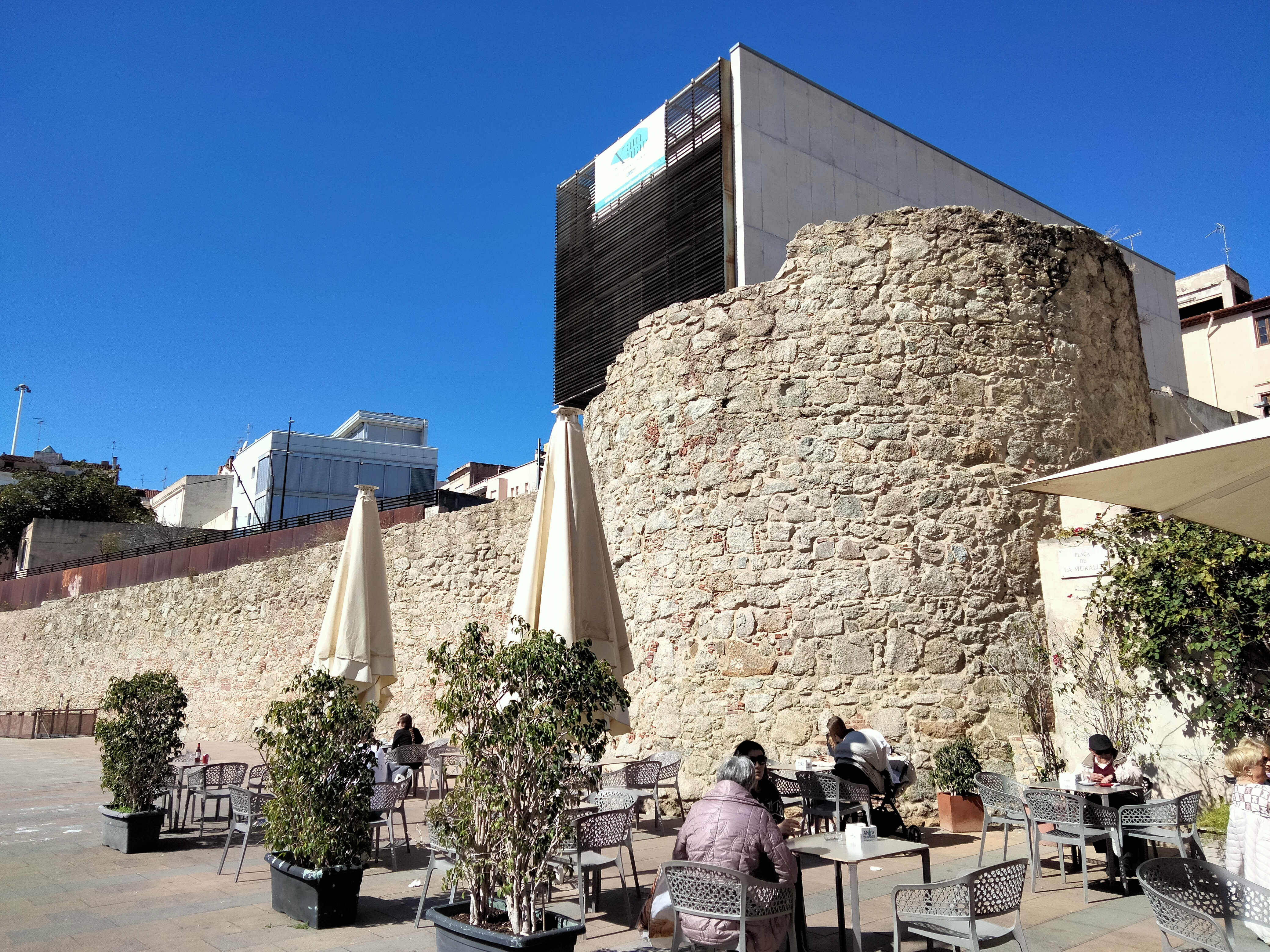
Plaça de la Muralla, amb la torre del Pou d'Avall, sota la plaça de Can Xammar

- 2005-2006: Baixada de les Espenyes, 2-4-6-8. Es van excavar 38,50 m de la muralla amb una altura mitjana de 2,5 m. L'aparell constructiu estava format per pedres de mides mitjanes i grans lligades amb morter de calç. El següent element estudiat fou la torre i l'accés des d'ella al nivell superior del pas de ronda a través d'un mur semicircular. Data el pas del segle xvi al segle xvii. La torre se situava allà on la muralla provinent de llevant feia un gir cap a migdia. El seu interior estava format per cinc murs actuant de contraforts interns per reforçar el parament extern d'aquesta. Pel que fa al mur del pas de ronda, aquest mesurava 27,10 m, amb una altura de 1,42 m. El mur presentava la part superior construïda amb tapia. Es estrats d'ús ens parlen d'una cronologia del segle xvii i una amortització de final d'aquest segle i principi del xviii. Les restes s'han restaurat i són visitables.[1]
- 2007: Pati nord-oest de la basílica de Santa Maria de Mataró. Es localitzà una capa de 70 cm de potència de sauló barrejat amb materials del segle xvii, relacionada amb una gran aportació de terra efectuada a la zona en el moment de fer la muralla i el pas de ronda. Actualment es troba cobert.[1]
- 2007: Carrer Muralla de la Presó 19 - 23 / Carrer d'Argentona. Es va localitzar la fonamentació de la muralla, amb una llargada de 37 m. El parament estava fet de pedra de mida mitjana lligada amb morter de calç blanc. També es va excavar el pas de ronda, del qual se'n conservaven 14 m. A finals del segles xvii-xviii es va ocupar aquest pas amb un seguit de conduccions d'aigua i a finals del s XVIII es va construir un taller ceràmic amb dos forns circulars de grans dimensions. Actualment es troba a la vista i pendent d'una futura restauració.[1]
- 2007: Baixada de les Espenyes. Es va localitzar un gir de 90° al final de la muralla de llevant al sector nord. Alineat amb aquest element va aparèixer una altra estructura associada al mur de contenció del pas de ronda. El mur i la reculada de la muralla es trobaven separats per un espai de 1,40 metres, en el qual es va localitzar la fonamentació d'una porta que devia donar accés al pas de ronda i un forat circular que devia haver funcionat com a polleguera. Les característiques constructives de les estructures localitzades en la intervenció podrien correspondre a algun tipus d'accés fortificat a la ciutat. Les restes s'han restaurat i són visitables.[1]
- 2008: Entre el Carrer Sant Simó i Baixada d'en Feliu de la Penya es van documentar restes d'un mur que per la seva situació i característiques es va associar a la muralla del segle xvi de Mataró. Es tractava d'un mur de 90 cm d'amplada construït amb pedres sense treballar, de mesures diverses i disposició regular, lligades amb morter de calç molt compacte. Tenia una alineació transversal al carrer, tot i que formava un retranqueig amb un angle de 127º que en desviava l'orientació NW-SE, passant a orientar-se NE-SW. L'alçada màxima conservada de l'estructura era d'1,40 metres. En alguns trams l'estructura havia quedat afectada per la instal·lació de serveis. A uns 4,5 metres a l'oest del mur es va documentar un retall de planta irregular, possiblement un abocador, excavat al terreny natural i amortitzat entre mitjans del segle I aC i el primer quart del segle I dC que fou tallat per la construcció de la muralla. No es van documentar estrats associats al moment de construcció de la muralla ni tampoc estrats associats amb el seu funcionament. Aquesta troballa va venir a confirmar que la muralla tancava a llevant en l'extrem oest de la Baixada d'en Feliu de la Penya i que seguia en direcció nord per enllaçar amb la línia de muralla dels Horts del Rector. No fou possible determinar de quina manera es relacionava el tram de muralla documentat al carrer amb el tram de muralla documentat al núm. 2 de la Baixada de les Figueretes, on el tram de muralla prenia la direcció nord-sud, procedent de l'Hort del Rector. La connexió entre aquests dos trams hauria de ser sota la plaça de les Figueretes. Les restes documentades tampoc es van poder interpretar en relació amb el portal d'en Feliu, que la documentació conservada situava en aquest punt de la ciutat. Les restes es troben actualment cobertes i protegides in situ en el subsòl.[1]